# Roelof Bakker (schaatser)
Roelof Bakker (27 februari 1937) is een Nederlandse schaatser uit IJhorst die tussen 1956 en 1964 diverse natuurijsklassiekers op zijn naam heeft geschreven en twee keer heeft meegedaan aan het Nederlands kampioenschap allround.

## Resultaten
- 1e Hollands Venetiëtocht 19 februari 1956 - winnaar
- Nederlands kampioenschap allround 1962 - 9e plaats
- 1e Veluwemeertocht 23 februari 1963 - winnaar
- 2e Veluwemeertocht 2 maart 1963 - winnaar
- Nederlands kampioenschap allround 1964 - 22e plaats

| Jaar | NK Allround | Hollands Venetiëtocht | Veluwemeertocht |
| ---- | ----------- | --------------------- | --------------- |
| 1956 |             | Goud                  |                 |
| 1962 | 9e          |                       |                 |
| 1963 |             |                       | Goud · Goud     |
| 1964 | 22e         |                       |                 |

## Persoonlijke records
| Afstand      | Tijd     | Datum            | Baan                      |
| ------------ | -------- | ---------------- | ------------------------- |
| 500 meter    | 46,80    | 10 maart 1962    | Amsterdam (Jaap Edenbaan) |
| 1500 meter   | 2.29,80  | 10 maart 1962    | Amsterdam (Jaap Edenbaan) |
| 3000 meter   | 5.15,50  | 21 december 1962 | IJsselstadion             |
| 5000 meter   | 8.48,90  | 10 maart 1962    | Amsterdam (Jaap Edenbaan) |
| 10,000 meter | 18.59,60 | 10 maart 1962    | Amsterdam (Jaap Edenbaan) |